# Poulx
Poulx [puls] est une commune française située dans l'est du département du Gard en région Occitanie, à proximité de Nîmes.
Exposée à un climat méditerranéen, elle est drainée par divers petits cours d'eau. Incluse dans les gorges du Gardon, la commune possède un patrimoine naturel remarquable : trois sites Natura 2000 (« le Gardon et ses gorges », les « gorges du Gardon » et le « camp des Garrigues ») et deux zones naturelles d'intérêt écologique, faunistique et floristique.
Poulx est une commune rurale qui compte 4 265 habitants en 2022, après avoir connu une forte hausse de la population depuis 1962. Elle est dans l'unité urbaine de Poulx et fait partie de l'aire d'attraction de Nîmes. Ses habitants sont appelés les Poulxois ou  Poulxoises.

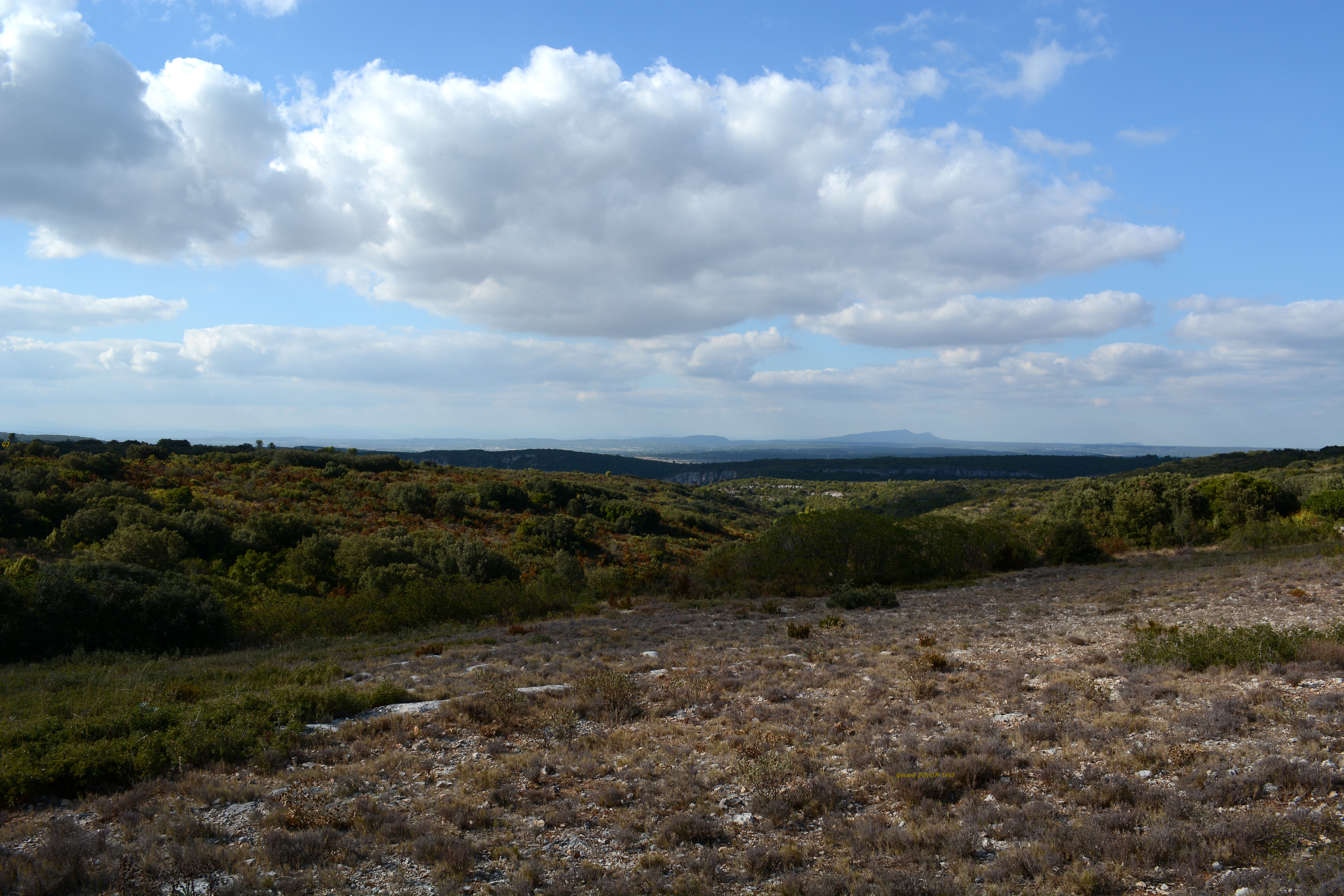
Panorama au nord de Poulx.

Le patrimoine architectural de la commune comprend un immeuble protégé au titre des monuments historiques : l'église Saint-Michel, inscrite en 1972.

## Géographie

### Localisation
La commune est située à 10 kilomètres au nord-est du centre-ville de Nîmes, sur la partie sud du massif des Garrigues, et une partie de la commune est occupée par le camp militaire des Garrigues.
La position de Poulx sur la partie sud du plateau des garrigues lui confère un paysage et un sol typiques de la garrigue.

Le sol est principalement constitué de calcaire urgonien, dur et de marnes, plus tendres, tandis que la végétation est constituée de plantes de la garrigue : chêne kermès, yeuse ou chêne vert, buis, pin d'Alep, fillaires, sumacs, pistachiers, terébinthes, genévriers, sabine, oxycèdre, etc.

### Communes limitrophes
Les communes limitrophes sont  Cabrières, Collias, Marguerittes, Nîmes, Sainte-Anastasie et Sanilhac-Sagriès.
| Sainte-Anastasie | Sanilhac-Sagriès | Collias (par un quadripoint) |
|                  | Poulx            | Cabrières                    |
| Nîmes            | Marguerittes     |                              |

### Climat
Le climat qui caractérise la commune est qualifié, en 2010, de « climat méditerranéen franc », selon la typologie des climats de la France qui compte alors huit grands types de climats en métropole. En 2020, la commune ressort du type « climat méditerranéen » dans la classification établie par Météo-France, qui ne compte désormais, en première approche, que cinq grands types de climats en métropole. Pour ce type de climat, les hivers sont doux et les étés chauds, avec un ensoleillement important et des vents violents fréquents.
Les paramètres climatiques qui ont permis d’établir la typologie de 2010 comportent six variables pour les températures et huit pour les précipitations, dont les valeurs correspondent à la normale 1971-2000. Les sept principales variables caractérisant la commune sont présentées dans l'encadré suivant.
| Paramètres climatiques communaux sur la période 1971-2000 - Moyenne annuelle de température : 13,5 °C - Nombre de jours avec une température inférieure à −5 °C : 2,4 j - Nombre de jours avec une température supérieure à 30 °C : 16,7 j - Amplitude thermique annuelle : 17,5 °C - Cumuls annuels de précipitation : 813 mm - Nombre de jours de précipitation en janvier : 6,9 j - Nombre de jours de précipitation en juillet : 3,1 j |

Les relevés météorologiques de la ville de Nîmes, distante de 10 km, sont les suivants :
| Mois                                                      | J   | F   | M    | A  | M    | J    | J    | A    | S    | O    | N   | D   | Année  |
| --------------------------------------------------------- | --- | --- | ---- | -- | ---- | ---- | ---- | ---- | ---- | ---- | --- | --- | ------ |
| Températures moyennes (année 2007) °C                     | 5,7 | 6,8 | 10,1 | 13 | 16,8 | 20,8 | 23,6 | 22,9 | 19,7 | 14,6 | 9,8 | 6,5 | ∅ 14,2 |
| Précipitations (hauteur moyenne en mm, période 1971-2000) | 78  | 59  | 53   | 64 | 61   | 48   | 28   | 57   | 78   | 139  | 64  | 65  | ∑ 794  |

Avec le changement climatique, ces variables ont évolué. Une étude réalisée en 2014 par la Direction générale de l'Énergie et du Climat complétée par des études régionales prévoit en effet que la  température moyenne devrait croître et la pluviométrie moyenne baisser, avec toutefois de fortes variations régionales. Ces changements peuvent être constatés sur la station météorologique de Météo-France la plus proche, « Nîmes-Courbessac », sur la commune de Nîmes, mise en service en 1922 et qui se trouve à 10 km à vol d'oiseau,, où la température moyenne annuelle évolue de 14,8 °C pour la période 1971-2000, à 15,1 °C pour 1981-2010, puis à 15,6 °C pour 1991-2020.

### Paysages

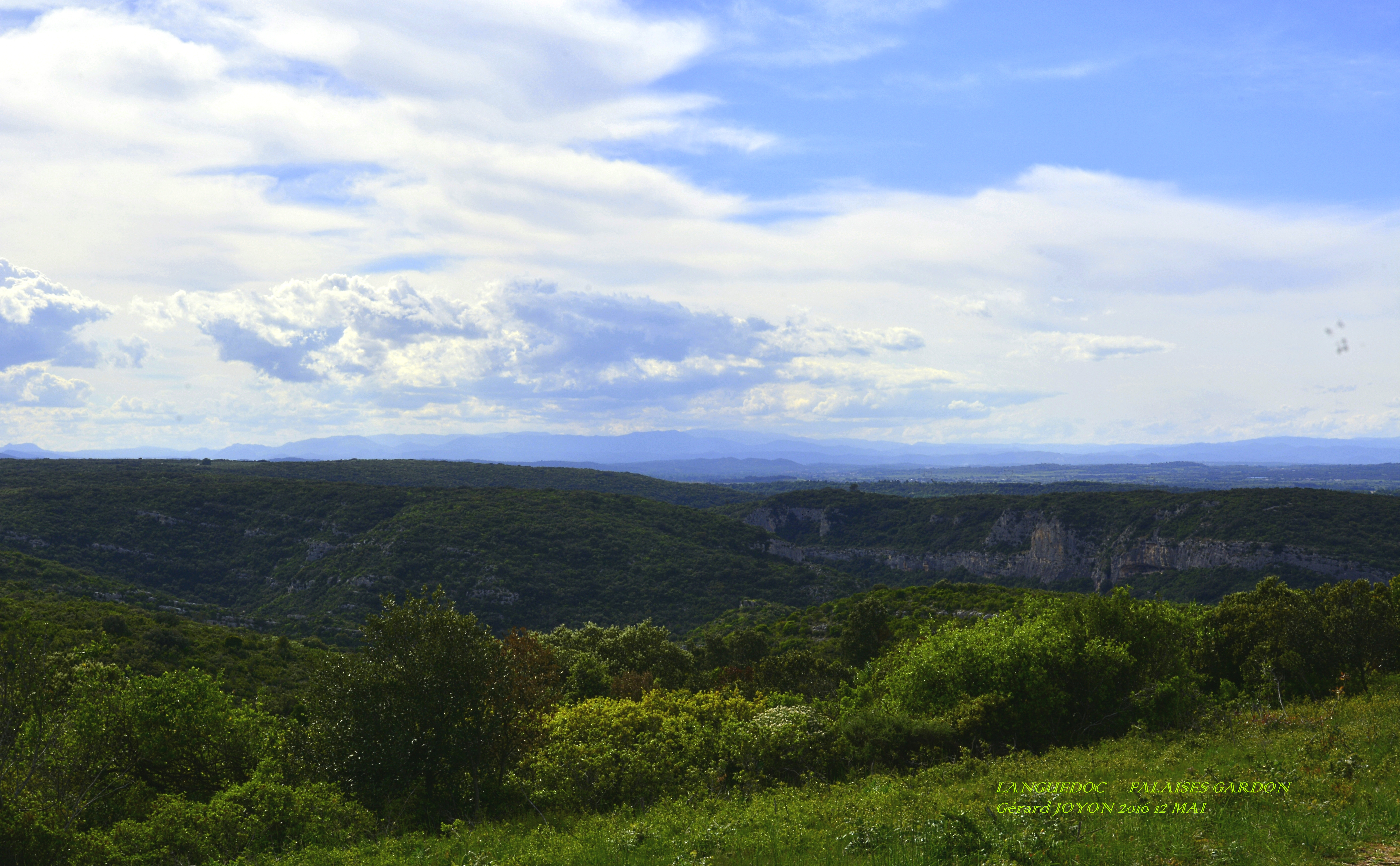
Nous sommes sur le terrain militaire en zone protégée. Au fond la Lozère et ses chaînes de montagnes à 80 km. En premier plan, les falaises du Gardon sur la commune de Sanilhac.
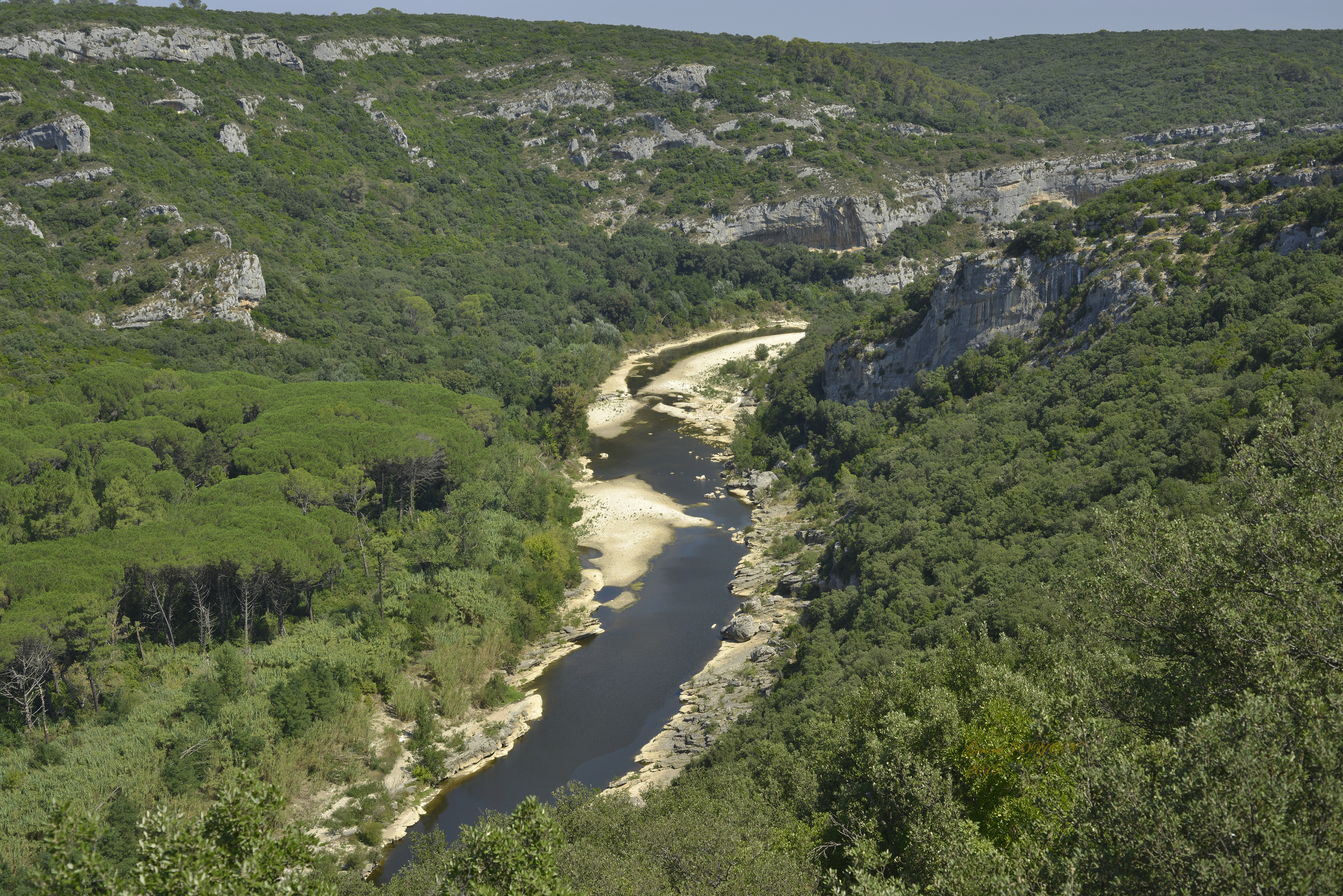
Gorges du Gardon. Poulx, limite avec Sanilhac. C'est ici même, où le cliché est pris, qu'en 1944 Charles Baills (place du monument aux morts) est tombé avec son avion P 47.

### Milieux naturels et biodiversité

#### Espaces protégés
La protection réglementaire est le mode d’intervention le plus fort pour préserver des espaces naturels remarquables et leur biodiversité associée,.
La commune fait également partie des gorges du Gardon, un territoire  reconnu réserve de biosphère par l'UNESCO en 2015 pour l'importante biodiversité qui la caractérise, mariant garrigues, plaines agricoles et yeuseraies,.

#### Réseau Natura 2000

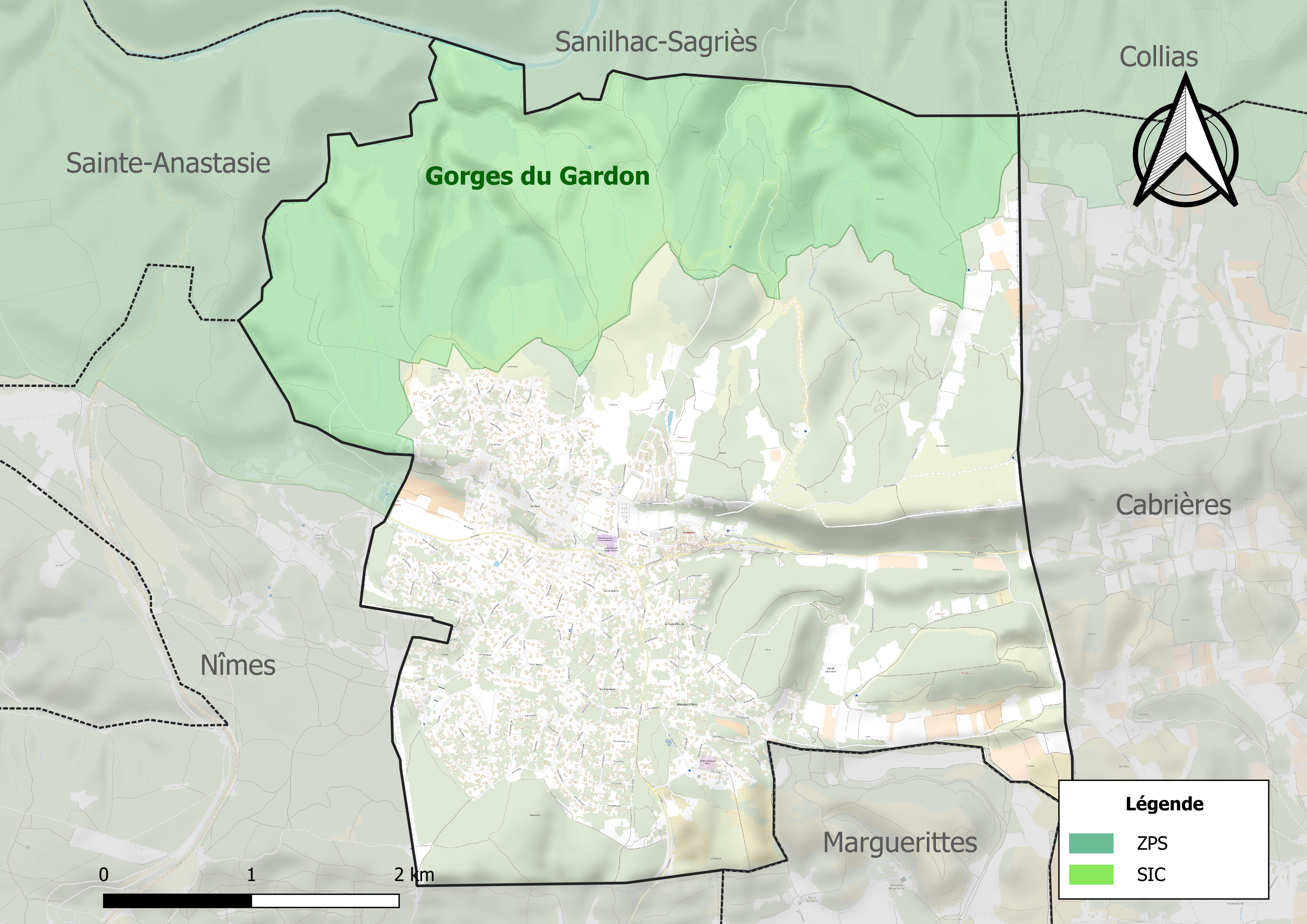
Site Natura 2000 sur le territoire communal.

Le réseau Natura 2000 est un réseau écologique européen de sites naturels d'intérêt écologique élaboré à partir des directives habitats et oiseaux, constitué de zones spéciales de conservation (ZSC) et de zones de protection spéciale (ZPS).
Un site Natura 2000 a été défini sur la commune au titre de la directive habitats :
- « le Gardon et ses gorges », d'une superficie de 7 009 ha, présentant une importante diversité des habitats et des espèces. Les nombreuses grottes permettent d'accueillir une bonne diversité de Chiroptères. Dans les gorges, se trouvent des formations de Chênes verts peu perturbées avec des espèces particulièrement rares (Cyclamen des Baléares)[21]

et deux au titre de la directive oiseaux : 
- les « gorges du Gardon », d'une superficie de 7 024 ha, abritant trois espèces de rapaces remarquables, l'Aigle de Bonelli, le Circaète Jean-le-Blanc et le Vautour percnoptère[22] ;
- le « camp des Garrigues », d'une superficie de 2 089 ha, présentant une richesse avifaunistique marquée notamment par la présence du cortège des espèces des garrigues méditerranéennes. Les principales espèces de passereaux et assimilés caractéristiques des zones méditerranéennes sont présentes dans le camp. Il présente aussi un intérêt majeur comme site de nidification et comme territoire de chasse pour de nombreux rapaces : Aigle de Bonelli, Milan noir, Grand Duc d'Europe, Circaète Jean-le-Blanc et busard cendré[23].

#### Zones naturelles d'intérêt écologique, faunistique et floristique
L’inventaire des zones naturelles d'intérêt écologique, faunistique et floristique (ZNIEFF) a pour objectif de réaliser une couverture des zones les plus intéressantes sur le plan écologique, essentiellement dans la perspective d’améliorer la connaissance du patrimoine naturel national et de fournir aux différents décideurs un outil d’aide à la prise en compte de l’environnement dans l’aménagement du territoire.
Une ZNIEFF de type 1 est recensée sur la commune :
les « gorges du Gardon » (5 231 ha), couvrant 10 communes du département et une ZNIEFF de type 2, : 
le « plateau Saint-Nicolas » (15 838 ha), couvrant 16 communes du département.

Carte des ZNIEFF de type 1 et 2 à Poulx.
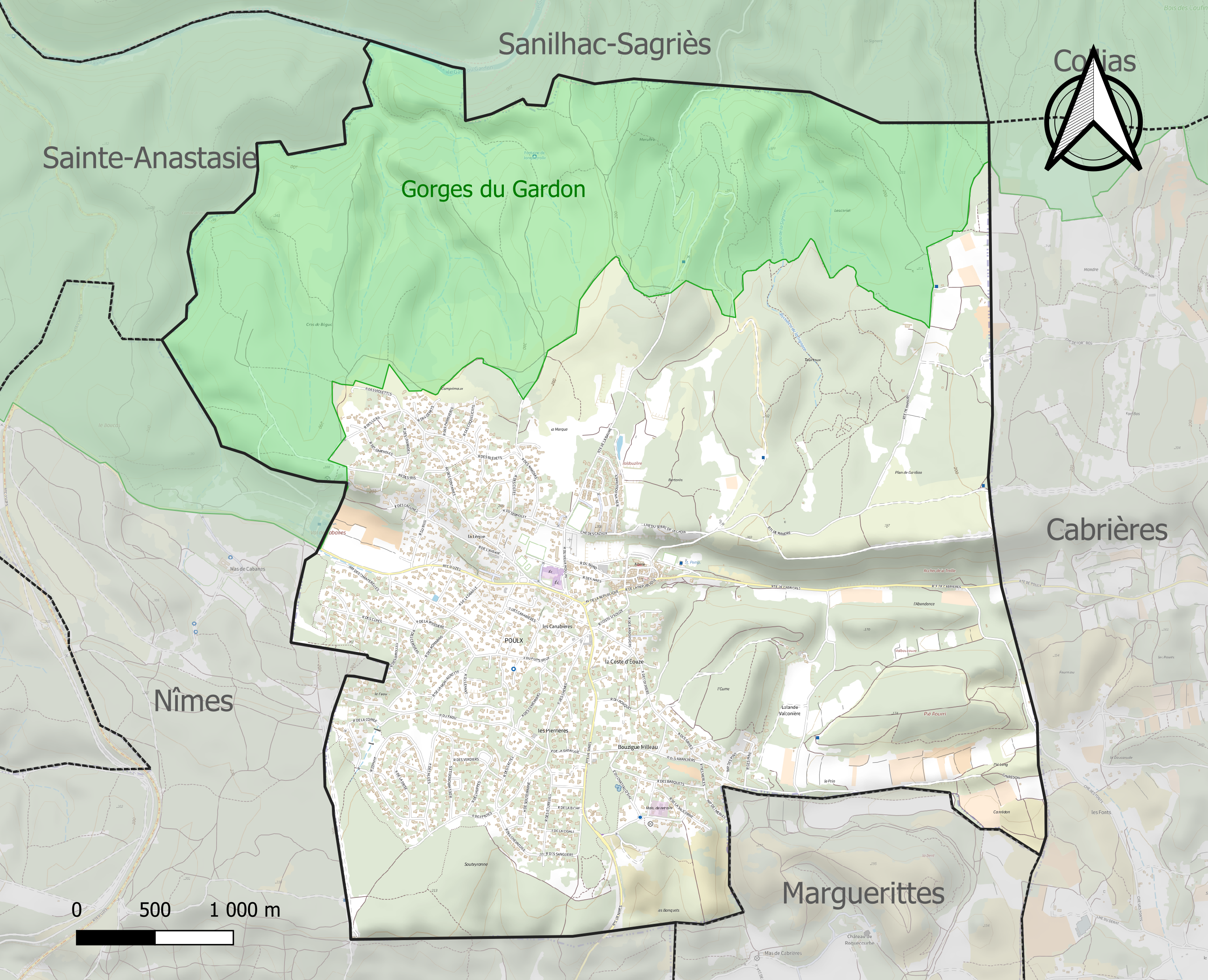
Carte de la ZNIEFF de type 1 sur la commune.
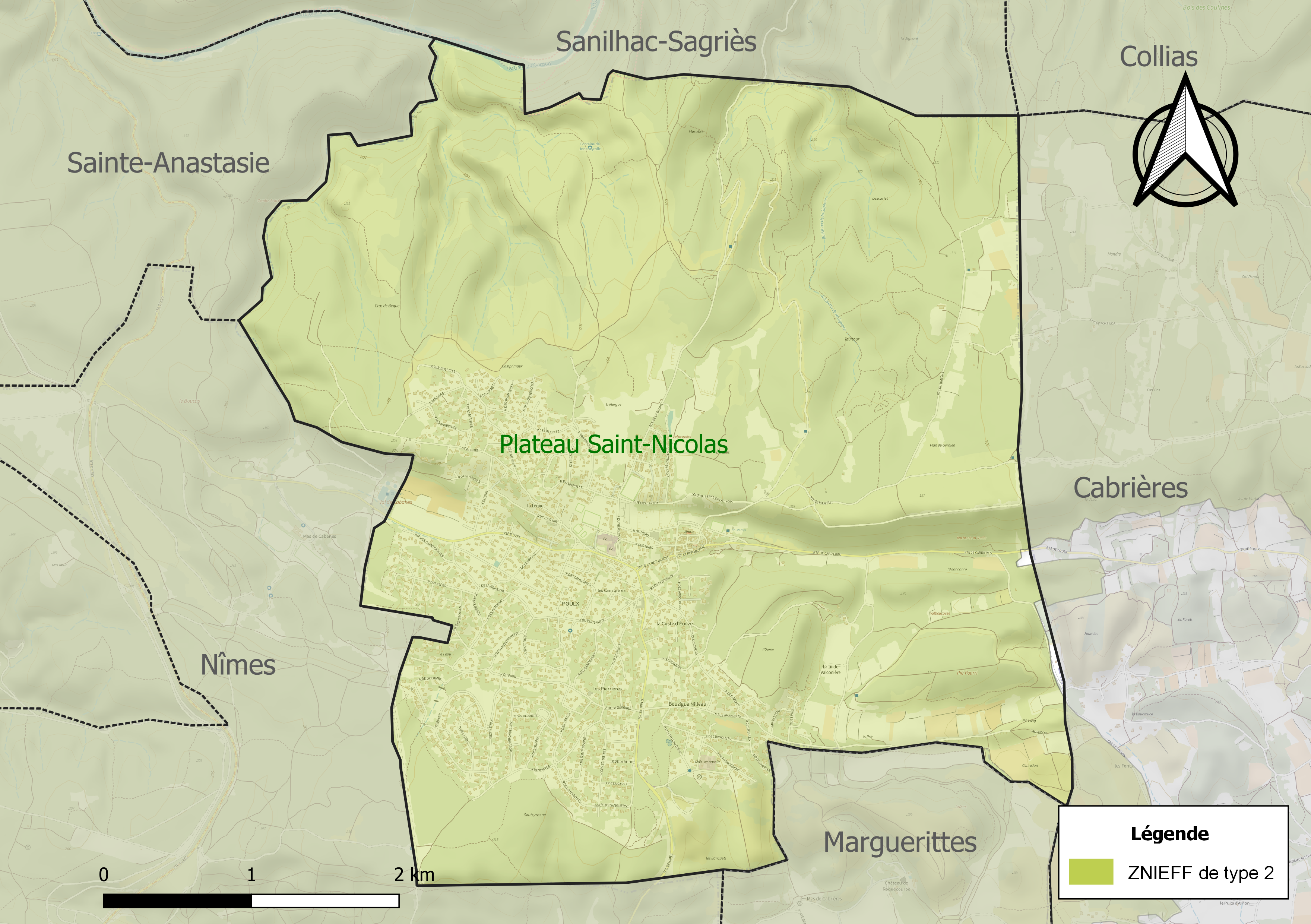
Carte de la ZNIEFF de type 2 sur la commune.

## Urbanisme

### Typologie
Au 1er janvier 2024, Poulx est catégorisée bourg rural, selon la nouvelle grille communale de densité à sept niveaux définie par l'Insee en 2022.
Elle appartient à l'unité urbaine de Poulx, une unité urbaine monocommunale constituant une ville isolée,. Par ailleurs la commune fait partie de l'aire d'attraction de Nîmes, dont elle est une commune de la couronne,. Cette aire, qui regroupe 92 communes, est catégorisée dans les aires de 200 000 à moins de 700 000 habitants,.

### Occupation des sols

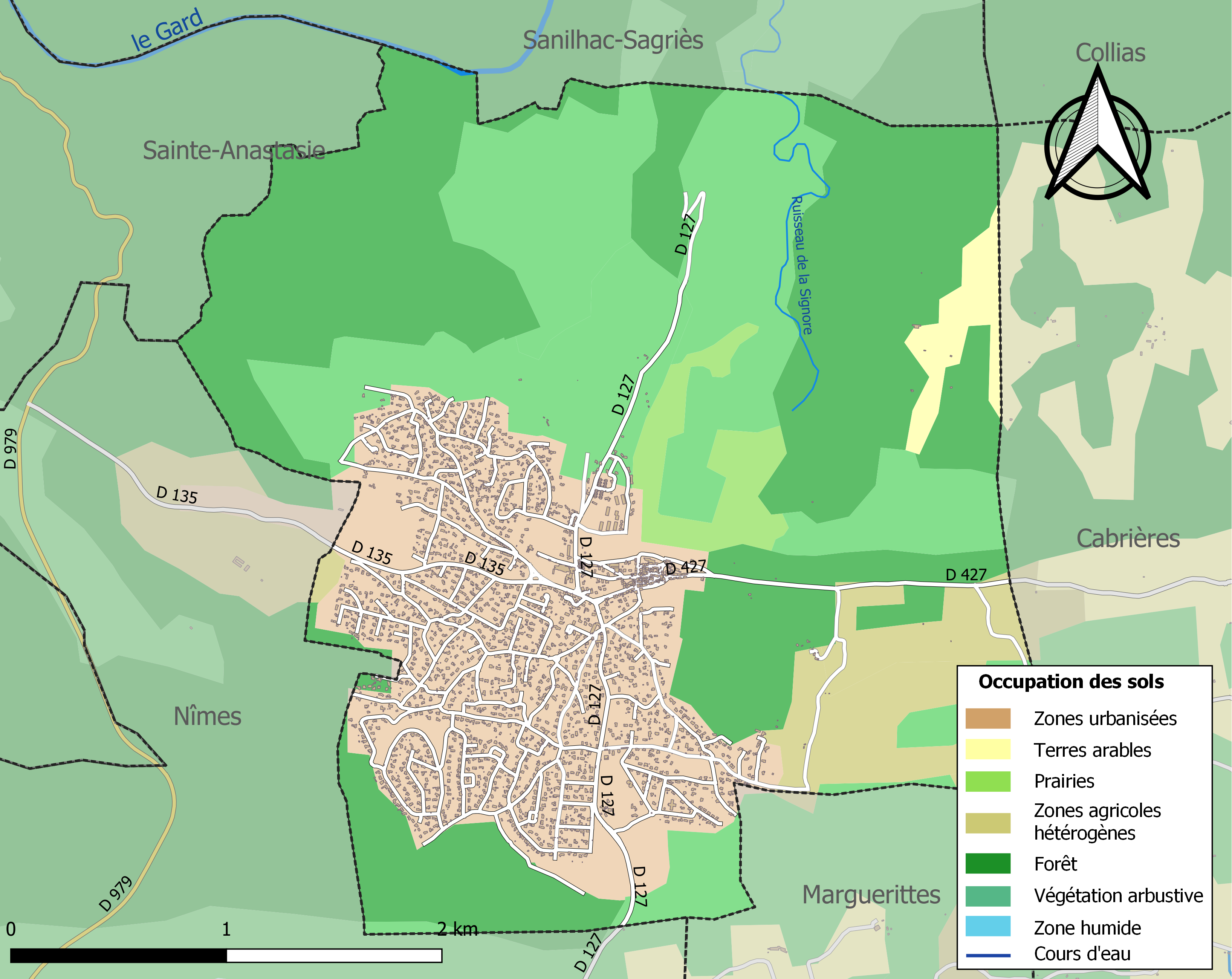
Carte des infrastructures et de l'occupation des sols de la commune en 2018 (CLC).

L'occupation des sols de la commune, telle qu'elle ressort de la base de données européenne d’occupation biophysique des sols Corine Land Cover (CLC), est marquée par l'importance des forêts et milieux semi-naturels (62,6 % en 2018), en diminution par rapport à 1990 (70,9 %). La répartition détaillée en 2018 est la suivante : 
forêts (35,7 %), milieux à végétation arbustive et/ou herbacée (26,9 %), zones urbanisées (25,9 %), zones agricoles hétérogènes (7,4 %), prairies (2,7 %), cultures permanentes (1,4 %). L'évolution de l’occupation des sols de la commune et de ses infrastructures peut être observée sur les différentes représentations cartographiques du territoire : la carte de Cassini (XVIIIe siècle), la carte d'état-major (1820-1866) et les cartes ou photos aériennes de l'IGN pour la période actuelle (1950 à aujourd'hui).

### Risques majeurs
Le territoire de la commune de Poulx est vulnérable à différents aléas naturels : météorologiques (tempête, orage, neige, grand froid, canicule ou sécheresse), inondations, feux de forêts et séisme (sismicité modérée). Un site publié par le BRGM permet d'évaluer simplement et rapidement les risques d'un bien localisé soit par son adresse soit par le numéro de sa parcelle.
Certaines parties du territoire communal sont susceptibles d’être affectées par le risque d’inondation par débordement de cours d'eau et par une crue torrentielle ou à montée rapide de cours d'eau, notamment La commune a été reconnue en état de catastrophe naturelle au titre des dommages causés par les inondations et coulées de boue survenues en 1982, 1983, 1987, 1988, 1990, 1993, 1998, 2002, 2005 et 2014,.

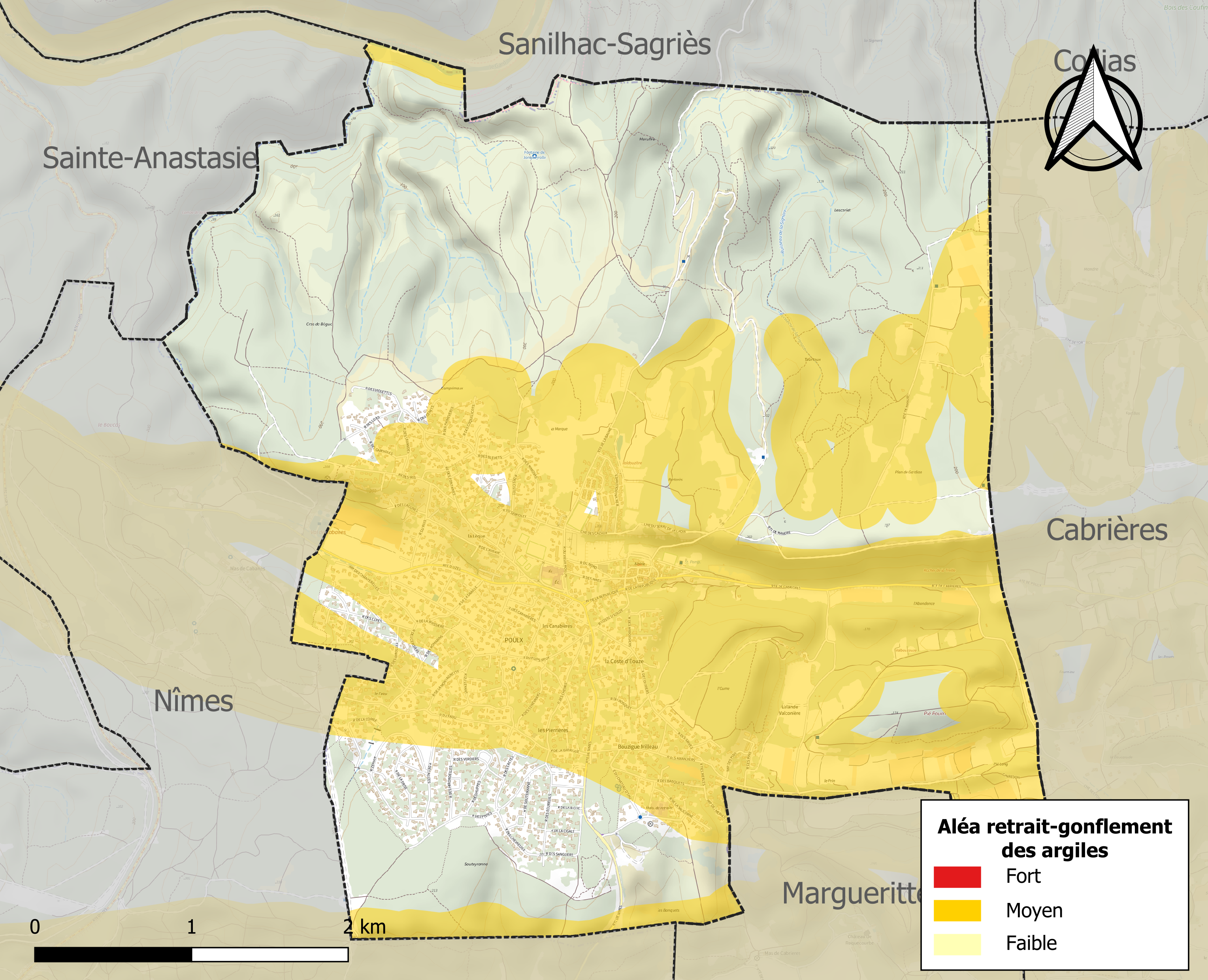
Carte des zones d'aléa retrait-gonflement des sols argileux de Poulx.

Le retrait-gonflement des sols argileux est susceptible d'engendrer des dommages importants aux bâtiments en cas d’alternance de périodes de sécheresse et de pluie. 50,5 % de la superficie communale est en aléa moyen ou fort (67,5 % au niveau départemental et 48,5 % au niveau national). Sur les 1 622 bâtiments dénombrés sur la commune en 2019, 1276 sont en aléa moyen ou fort, soit 79 %, à comparer aux 90 % au niveau départemental et 54 % au niveau national. Une cartographie de l'exposition du territoire national au retrait gonflement des sols argileux est disponible sur le site du BRGM,.
Par ailleurs, afin de mieux appréhender le risque d’affaissement de terrain, l'inventaire national des cavités souterraines permet de localiser celles situées sur la commune.
Concernant les mouvements de terrains, la commune a été reconnue en état de catastrophe naturelle au titre des dommages causés par la sécheresse en 2012 et 2017, par des mouvements de terrain en 1983 et par des glissements de terrain en 1988.

## Toponymie
La première mention du lieu remonte à 1209 ; attesté sous la forme latinisée Locus de Sancto-Michaele. Au XVIIe siècle, il est fait allusion dans les papiers du diocèse de Nîmes au Prieuré Saint-Michel de Pouls.

## Histoire
Du fait de sa proximité avec l'aqueduc romain qui alimentait Nîmes en eau, le site de Poulx fut occupé dès l'Antiquité.
Le développement du village débuta réellement au milieu du Moyen Âge, l'église datant du XIe siècle.
La propriété de la terre fut assurée du début du XVIe siècle jusqu'à la Révolution à la famille de Brueis, seigneurs de Poulx.
Le 13 juillet 1703, lors de la guerre des Cévennes consécutive à la révocation de l'édit de Nantes, les Camisards attaquèrent, pillèrent et incendièrent l'église et 14 maisons. Au cours de cet épisode, 11 personnes furent massacrées et certains habitants se réfugièrent dans les grottes voisines.

### Église
L'église de Poulx, construite au XIe siècle, eut une histoire mouvementée, en tant que symbole religieux dans un pays en proie aux conflits religieux (guerres de religion et guerre des Camisards).
Elle fut une première fois démolie par les protestants en 1577, et reconstruite en 1618. En 1629, les protestants l'occupèrent à nouveau et en furent délogés par des soldats catholiques qui étaient passés par le toit. En décembre de la même année, les protestants réinvestirent l'église et firent prisonniers les catholiques.
Enfin, lors de l'attaque camisarde de 1703, elle fut incendiée.
Elle fait partie du district diocésain de Nîmes-est et est inscrite aux Monuments historiques depuis le 27 septembre 1972.

## Politique et administration

### Liste des maires
| Période                                  | Période                       | Identité                 | Étiquette   | Qualité                                                                 |
| ---------------------------------------- | ----------------------------- | ------------------------ | ----------- | ----------------------------------------------------------------------- |
| Les données manquantes sont à compléter. |                               |                          |             |                                                                         |
| 1947                                     | mars 1971                     | Louis Taulelle           |             |                                                                         |
| mars 1971                                | mars 2001                     | Michel Quiot             | PS puis DVG | Commerçant Conseiller général de Marguerittes (1982 → 2001)             |
| mars 2001                                | mars 2014                     | Bernard Rous (1941-2016) | DVD         | Retraité de l'industrie Vice-président de Nîmes Métropole (? → 2014)    |
| mars 2014                                | septembre 2024, (démission)   | Patrice Quittard         | DVG         | Cadre bancaire retraité Vice-président de Nîmes Métropole (2014 → 2024) |
| octobre 2024                             | En cours (au 12 octobre 2024) | Sylvie Compeyron         |             | Retraitée, ancienne première adjointe                                   |

### Canton
La commune fait partie du canton de Marguerittes. Le canton dépend de l'arrondissement de Nîmes et de la sixième circonscription du Gard.

### Intercommunalité
La commune fait partie de la communauté d'agglomération Nîmes Métropole (CANIM), dont le siège se trouve à Nîmes.

### Tendances politiques et résultats
Aux élections municipales de 2008, aucune liste ne se présenta sous l'étiquette d'un grand parti national et 3 listes se partagèrent 27 sièges.
| Nom de la liste  | Etiquette     | Nombre de sièges |  | Dans l'intérêt de Poulx | Divers droite | 20 |
| Poulx autrement  | Divers        | 5                |  |                         |               |    |
| Union pour Poulx | Divers gauche | 2                |  |                         |               |    |

## Démographie
L'évolution du nombre d'habitants est connue à travers les recensements de la population effectués dans la commune depuis 1793. Pour les communes de moins de 10 000 habitants, une enquête de recensement portant sur toute la population est réalisée tous les cinq ans, les populations de référence des années intermédiaires étant quant à elles estimées par interpolation ou extrapolation. Pour la commune, le premier recensement exhaustif entrant dans le cadre du nouveau dispositif a été réalisé en 2004.

En 2022, la commune comptait 4 265 habitants, en évolution de +11,21 % par rapport à 2016 (Gard : +2,97 %, France hors Mayotte : +2,11 %).
| 1793 | 1800 | 1806 | 1821 | 1831 | 1836 | 1841 | 1846 | 1851 |
| ---- | ---- | ---- | ---- | ---- | ---- | ---- | ---- | ---- |
| 227  | 227  | 247  | 263  | 221  | 258  | 259  | 291  | 283  |

| 1856 | 1861 | 1866 | 1872 | 1876 | 1881 | 1886 | 1891 | 1896 |
| ---- | ---- | ---- | ---- | ---- | ---- | ---- | ---- | ---- |
| 262  | 282  | 284  | 290  | 298  | 285  | 269  | 263  | 239  |

| 1901 | 1906 | 1911 | 1921 | 1926 | 1931 | 1936 | 1946 | 1954 |
| ---- | ---- | ---- | ---- | ---- | ---- | ---- | ---- | ---- |
| 194  | 226  | 217  | 153  | 141  | 132  | 103  | 92   | 118  |

| 1962 | 1968 | 1975 | 1982 | 1990  | 1999  | 2004  | 2006  | 2009  |
| ---- | ---- | ---- | ---- | ----- | ----- | ----- | ----- | ----- |
| 160  | 190  | 382  | 723  | 1 630 | 3 148 | 3 804 | 4 095 | 4 054 |

| 2014  | 2019  | 2022  | - | - | - | - | - | - |
| ----- | ----- | ----- | - | - | - | - | - | - |
| 3 914 | 4 131 | 4 265 | - | - | - | - | - | - |

Le fort accroissement démographique dans les années 1990 traduit le glissement de la population urbaine de Nîmes vers les villages de la proche banlieue, dont Poulx.

## Économie

### Revenus
En 2018  (données Insee publiées en septembre 2021), la commune compte 1 648 ménages fiscaux, regroupant 4 272 personnes. La médiane du revenu disponible par unité de consommation est de 25 830 € (20 020 € dans le département). 65 % des ménages fiscaux sont imposés (43,9 % dans le département).

### Emploi
|                | 2008   | 2013  | 2018  |
| -------------- | ------ | ----- | ----- |
| Commune        | 6 %    | 6,9 % | 7,8 % |
| Département    | 10,6 % | 12 %  | 12 %  |
| France entière | 8,3 %  | 10 %  | 10 %  |

En 2018, la population âgée de 15 à 64 ans s'élève à 2 556 personnes, parmi lesquelles on compte 76 % d'actifs (68,2 % ayant un emploi et 7,8 % de chômeurs) et 24 % d'inactifs,. Depuis 2008, le taux de chômage communal (au sens du recensement) des 15-64 ans est inférieur à celui de la France et du département.
La commune fait partie de la couronne de l'aire d'attraction de Nîmes, du fait qu'au moins 15 % des actifs travaillent dans le pôle,. Elle compte 328 emplois en 2018, contre 420 en 2013 et 390 en 2008. Le nombre d'actifs ayant un emploi résidant dans la commune est de 1 767, soit un indicateur de concentration d'emploi de 18,6 % et un taux d'activité parmi les 15 ans ou plus de 58,5 %.
Sur ces 1 767 actifs de 15 ans ou plus ayant un emploi, 202 travaillent dans la commune, soit 11 % des habitants. Pour se rendre au travail, 91,4 % des habitants utilisent un véhicule personnel ou de fonction à quatre roues, 2,7 % les transports en commun, 2,9 % s'y rendent en deux-roues, à vélo ou à pied et 3 % n'ont pas besoin de transport (travail au domicile).

### Activités hors agriculture

#### Secteurs d'activités
303 établissements sont implantés  à Poulx au 31 décembre 2019. Le tableau ci-dessous en détaille le nombre par secteur d'activité et compare les ratios avec ceux du département,.
| Secteur d'activité                                                                                        | Commune | Commune | Département |
| Secteur d'activité                                                                                        | Nombre  | %       | %           |
| --- | ------- | ------- | ----------- |
| Ensemble                                                                                                  | 303     | 100 %   | (100 %)     |
| Industrie manufacturière, industries extractives et autres                                                | 17      | 5,6 %   | (7,9 %)     |
| Construction                                                                                              | 56      | 18,5 %  | (15,5 %)    |
| Commerce de gros et de détail, transports, hébergement et restauration                                    | 68      | 22,4 %  | (30 %)      |
| Information et communication                                                                              | 11      | 3,6 %   | (2,2 %)     |
| Activités financières et d'assurance                                                                      | 13      | 4,3 %   | (3 %)       |
| Activités immobilières                                                                                    | 12      | 4 %     | (4,1 %)     |
| Activités spécialisées, scientifiques et techniques et activités de services administratifs et de soutien | 53      | 17,5 %  | (14,9 %)    |
| Administration publique, enseignement, santé humaine et action sociale                                    | 47      | 15,5 %  | (13,5 %)    |
| Autres activités de services                                                                              | 26      | 8,6 %   | (8,8 %)     |

Le secteur du commerce de gros et de détail, des transports, de l'hébergement et de la restauration est prépondérant sur la commune puisqu'il représente 22,4 % du nombre total d'établissements de la commune (68 sur les 303 entreprises implantées  à Poulx), contre 30 % au niveau départemental.

#### Entreprises et commerces
Les cinq entreprises ayant leur siège social sur le territoire communal qui génèrent le plus de chiffre d'affaires en 2020 sont : 
- Restale, restauration de type rapide (1 793 k€)
- Camarest, restauration de type rapide (1 512 k€)
- CGO Bureautique, commerce de gros (commerce interentreprises) d'autres machines et équipements de bureau (1 442 k€)
- Bonerest, restauration traditionnelle (1 278 k€)
- Majorest, restauration de type rapide (1 162 k€)

### Agriculture
|               | 1988 | 2000 | 2010 | 2020 |
| ------------- | ---- | ---- | ---- | ---- |
| Exploitations | 19   | 12   | 11   | 1    |
| SAU (ha)      | 123  | 100  | nd   | 45   |

La commune est dans les Garrigues, une petite région agricole occupant le centre du département du Gard. En 2020, l'orientation technico-économique de l'agriculture  sur la commune est la viticulture. Une seule  exploitation agricole ayant son siège dans la commune est recensée lors du recensement agricole de 2020 (19 en 1988). La superficie agricole utilisée est de 45 ha,,.

## Culture locale et patrimoine

### Lieux et monuments
- Église Saint-Michel de Poulx. L'édifice a été inscrit au titre des monuments historiques en 1972[49].

Outre l'église des XIIe siècle et XVIIe siècle, Poulx comportait comme lieu d'intérêt un chêne vert remarquable, cadastralement situé dans le camp des Garrigues, sur la commune de Nîmes, mais à proximité immédiate de Poulx. Ce chêne vert passait pour être l'un des plus vieux de France, mais, dans les années 1980, une pollution due à un bassin de rétention  de l'ancienne  municipalité, 1989 l'a détruit. L'arbre est actuellement quasiment mort. Voir exposé de Gérard JOYON, ancien responsable du domaine militaire.
- Stèle de Charles Baills, pilote de P-47 Thunderbolt, s'étant écrasé en 1944 en limite nord du camp des Garrigues en retour de mission (la stèle de 2004 est sur la place du monument aux morts).
- Au nord du village sur la route de la Baume, s'est tourné en 1952 et 1953 le film Le Salaire de la peur.
- Sur la limite même avec Nîmes se trouve le mas de Cabanes, très beau bâtiment appartenant au ministère de la Défense. Datant des XVIe et XVIIe siècles. Une partie de la famille d'Entraigues de Larminat (propriétaires à l'origine) de cette propriété, repose au cimetière du village.

### Personnalités liées à la commune
- L'altermondialiste Aurélie Trouvé, coprésidente d'Attac France et candidate à la présidence du FMI, a grandi à Poulx.
- Patrice Pouperon, éditeur, y est mort.